# Der kleine Scheißer
Der kleine Scheißer (Originaltitel: Mauvais esprit) ist eine französische Filmkomödie aus dem Jahr 2003. Unter der Regie von Patrick Alessandrin spielen Michel Muller und Thierry Lhermitte die Hauptrollen. In der Titelrolle ist Jorge Gago zu sehen. Der Produzent Manuel Munz übernahm eine kleine Nebenrolle als Polizist.

## Inhalt
Simon fristet sein Dasein als Pechvogel. Sein Architekturstudium musste er aus gesundheitlichen Gründen abbrechen. Seine Freundin betrügt ihn mit dem WG-Mitbewohner.
Da er in einem öffentlichen Bauprojekt meint, seinen eigenen Entwurf wiederzuerkennen, beabsicht er den verantwortlichen Architekten zu verklagen und versucht ihn zunächst zur Rede zu stellen. Statt sachlicher Argumentation wählt er aggressive Konfrontation. Der angesprochene Vincent Poirel, ein erfolgreicher Geschäftsführer eines Bauunternehmens, fühlt sich zu Unrecht angegriffen, zumal Simons rüde Wortwahl ihn zusätzlich reizt. Das herbeigerufene Sicherheitspersonal entfernt Simon aus dem Bürogebäude. Um fliehen zu können, reißt er sich los und rennt auf die Straße, wo er einen Verkehrsunfall verursacht und seinen Verletzungen erliegt. Just in dem Moment kommt Poirels Sohn in einem Krankenhaus zur Welt. Simons Seele schlüpft in dessen Körper und ist vom ersten Tag an bemüht seinem Vater, einem ehemaligen Studienkollegen, das Leben schwer zu machen.

## Hintergrund
Die Dreharbeiten für den Film fanden in Paris und Madrid statt. Das Budget lag bei etwa 12 Millionen Euro. Seine Premiere feierte Der kleine Scheißer am 14. Oktober 2003 auf dem Saint-Jean-de-Luz-Filmfestival im gleichnamigen Küstenort. In die deutschen Kinos kam er anderthalb Jahre später, am 20. Januar 2005.
Für die Filmemacher war es eine große Herausforderung ein echtes Baby als Titelfigur einzusetzen, das immerhin 45 Minuten der Gesamtspielzeit zu sehen sein wird. Die entsprechenden Dreharbeiten wurden von Paris nach Madrid verlegt, weil die französischen Jugendschutzgesetze lediglich eine Drehzeit von einer Stunde pro Tag mit Säuglingen und Kleinkindern erlauben. Der spanische Gesetzgeber dagegen gestattet vier Stunden.
Daneben wurden viele Effekte computeranimiert.
Die wörtliche Übersetzung des Originaltitels lautet „Böser Geist“.

## Kritik
Die Online-Plattform Cinema zieht folgendes Resümee: „Der Brüller aus Frankreich ist nicht immer geschmackssicher, letztlich aber doch charmant.“
Die Redaktion von 20minutos sieht in der Komödie lediglich einen überflüssigen Abklatsch von Kuck mal, wer da spricht!, der evtl. französisches Publikum zu erheitern vermag und genau diesem auch vorbehalten bleiben sollte.
Das Magazin Prisma zieht ein vernichtendes Urteil, indem es den Film, abgesehen von der guten Besetzung, als Reinfall bezeichnet. Die Zoten seien zu platt und abgedroschen.
Das Lexikon des internationalen Films meint: „Die ohne jedes Feingefühl inszenierte Komödie verschenkt ihr satirisches Potenzial durch platte Gags und enttäuscht sowohl dramaturgisch als auch inszenatorisch.“